# Danixmendji
Danixmendji (+ 1348) fou kan nominal del Kanat de Txagatai del 1346 al 1348. Era de la família d'Ogodei (ogodeïdes) i fou posat al tron per l'amir Qazaghan, cap dels karaunes que havia derrotat i matat al kan Qazan Khan ibn Yasaur i havia agafat el poder efectiu al ulus.
Als dos anys de pujar al poder Qazaghan el va executar i el va substituir per Bayan Kuli, que en aquest cas era un txagataïda.

## Referència
- René Grousset, L'empire des steppes, Attila, Gengis-Khan, Tamerlan, París 1938, quarta edició 1965, en línia  PDF